# Leroy Chambers
Leroy Dean Chambers (sinh ngày 25 tháng 10 năm 1972) ở Sheffield, Anh, là một cầu thủ bóng đá người Anh đã giải nghệ. Ông ra sân ở Football League cho Chester City và Macclesfield Town và thi đấu cho nhiều đội bóng non-league. Ông cũng dành thời gian với Sheffield Wednesday mà không ra sân một trận nào.